# Scriptonite
Adil Oralbekulî (în rusă Oralbekovici) Jalelov (în kazahă Әділ Оралбекұлы Жәлелов, n. 3 iunie 1990, Atameken⁠(d), Provincia Pavlodar, RSS Kazahă, URSS), cunoscut sub numele de scenă Skriptonit (în original Скриптони́т, în engleză Scriptonite sau Skryptonite) este un interpret și producător muzical kazah, fondator al casei de discuri „Musica36”. A devenit cunoscut în 2013 odată cu lansarea videoclipului pentru piesa „VBVVCTND”, iar un an și jumătate mai târziu și-a lansat albumul de debut Dom s normalnîmi iavleniiami, devenit unul dintre cele mai de succes albume rap rusești din 2015.
Din 2018, își desfășoară activitatea muzicală în cadrul a două proiecte: Scriptonite ca solist și Gruppa Skryptonite ca membru al unei formații de opt persoane.

## Copilărie
Adil Kulmagambetov s-a născut la 3 iunie 1990 în satul Leninski de lângă orașul Pavlodar din nord-estul Kazahstanului, în familia lui Oralbek Kulmagambetov. A început să studieze muzica în adolescență. La 11 ani a devenit interesat de rap, iar la 15 ani a început să compună muzică. La o vârstă fragedă, și-a schimbat numele de familie din Kulmagambetov în Jalelov, după numele bunicului său.

## Carieră muzicală

### Debut
În 2009, Scriptonite și prietenul său Anuar Baimuratov (nume de scenă Niman) au înființat formația JILLZ. Alți membri ai formației au fost Iuri Drobitko (Iurik Cetverg), Saian Jimbaev (Truwer), Azamat Alpîsbaev (Six O) și Aidos Djumalinov (Strong Symphony). În 2013, Scriptonite și Niman au lansat videoclipul pentru cântecul „VBVVCTND” (descifrat ca „Vîbor bez variantov – vsio, șto/cito tî nam dal” / «Выбор без вариантов — всё, что ты нам дал» – din rusă „Alegere fără opțiuni, asta e tot ce ne-ai dat”). Ca urmare, a atras atenția centrului de producție rus Gazgolder. Scriptonite a semnat cu această casă de discuri la 27 februarie 2014. Mai târziu, artistul avea să declare că 2014 a fost un an de cotitură în viața sa.

### 2015-2016: Colaborări șiDom s normalnîmi iavleniiami
În 2015, a colaborat la albumul duetului Basta și Smoky Mo intitulat Basta / Smoky Mo. Single-ul „Kosmos”, înregistrat cu Dașa Cearușa, a ocupat poziții de frunte în clasamentele iTunes și s-a plasat pe locul 22 în topul „celor mai bune 50 de track-uri din 2015” publicat de site-ul The Flow. În același clasament, piesa „Liod” (rusă «Лёд» – „Gheață”) a artistului a ocupat locul 46. Videoclipurile pieselor „Liod” și „Millioner iz trușciob” (rusă «Миллионер из трущоб» – „Vagabondul milionar”) au obținut milioane de vizualizări pe YouTube, cel din urmă ajungând ulterior pe locul 2 în clasamentul „celor mai bune clipuri rusești din 2015” conform Rap.ru. În octombrie 2015, Scriptonite a fost finalist al Jagermeister Indie Awards în categoria hip-hop. În vara anului 2016, Scriptonite s-a numărat printre cei nominalizați la „Descoperirea Anului 2016”, premiu al revistei pentru bărbați GQ.
Albumul de debut al lui Scriptonite, intitulat Dom s normalnîmi iavleniiami (rus. «Дом с нормальными явлениями» – „Casa fenomenelor normale”; parodie a denumirii rusești a filmului A Haunted House) a fost lansat la 24 noiembrie 2015 și a luat locul doi în clasamentul albumelor iTunes, depășind Gorgorod al rapperului rus Oxxxymiron și cedând albumului 25 al lui Adele. În recenzia sa, Iaroslav Zabaluev de la Gazeta.Ru scria: „timp de o oră și ceva, Jalelov are de oferit nu numai rezultatul unei munci conceptuale, ci și o mare diversitate de genuri – de la hip-hop newyorkez până la aproape gospel”.
Dom s normalnîmi iavleniiami a fost unul dintre cele mai de succes albume rap rusești din 2015, Scriptonite devenind „rapperul anului” conform publicației online Colta.ru. Gazeta.Ru a inclus albumul în clasamentul lor al „celor mai bune 20 de albume ale anului 2015”, iar în lista „celor mai bune 30 de albume ale anului” alcătuită de revista „Afișa” albumul a luat locul 6. De asemenea, site-urile Rap.ru și The Flow l-au numit „cel mai bun album”.
Videoclipul cântecului „Stil” (în rusă «Стиль») a ocupat locul 5 în clasamentul „celor mai bune clipuri rusești din 2015” conform Rap.ru, iar piesa în sine a fost a 15-a în lista „celor mai bune 50 de piese din 2015” The Flow. În cel din urmă clasament, piesa „Tanțui sama” (rus. «Танцуй сама» – „Dansează singură”) a ocupat locul 3. „Afișa” a inclus videoclipul piesei „Priton” (rus. «Притон» – „Ascunzișul”) în lista „100 mari clipuri din 2015”.
Inițial, Scriptonite planificase ca cel de-al doilea album al său, intitulat 3P (pronunțat „tri-pi”, ca englezescul trippy) să fie lansat în aceeași zi cu albumul de debut. Mai apoi, lansarea a fost amânată pentru ianuarie 2016, dar nu a apărut nici la acea dată. Proiectul de album a fost redenumit în Otel „Everest” (rus. «Отель „Эверест“» – „Hotelul «Everest»”), iar mai târziu acesta avea să fie lansat cu titlul Uroboros.
În septembrie 2016, Scriptonite a fost numit „Descoperirea Anului” de versiunea rusă a revistei pentru bărbați GQ.
La 29 octombrie 2016, trupa Jillzay, din care face parte Scriptonite, a lansat albumul 718 Jungle, compus din 18 cântece, rapper-ul participând la nouă din ele. Formația a lansat un alt mini-album la 7 martie 2017, intitulat Open Season.

### 2017:Prazdnik na ulițe 36,Uroborosși casa de discuri Zorski
Cel de-al doilea album de studio al artistului a fost lansat la 24 mai 2017 și este intitulat Prazdnik na ulițe 36 (rus. «Праздник на улице 36» – „Sărbătoare pe strada 36”). Cu câteva ore înainte de lansarea albumului, rapperul a publicat piesa „Outro” și videoclipul dublu Scriptonite - „Vecerinka” (rus. «Вечеринка» – „Petrecerea”) / Jillzay - „Bar «2 lesbuhi»” («Бар „2 лесбухи“» – „Barul «2 târfe lesbi»”).
În toamna aceluiași an, formația Jillzay s-a desființat, iar în locul ei a fost fondată casa de discuri Zorski, cu artiști precum 104 (Iuri Drobitko), Truwer (Saian Jimbaev) și Benz (Altînbek Merkanov). În septembrie, 104 și Truwer au lansat albumul Safari, la care Scriptonite a colaborat ca interpret invitat și producător executiv.
La 16 decembrie 2017, Scriptonite și-a lansat cel de-al treilea album, un dublu album conceptual: Uroboros: Ulița 36 (rus. «Уроборос: Улица 36» – „Uroborus: Strada 36”) și Uroboros: Zerkala (rus. «Уроборос: Зеркала» – „Uroborus: Oglinzi”). Titlul invocă creatura mitică Uroborus; rapperul a explicat că albumul a fost numit astfel deoarece „...Mi-am dat seama că acest simbol îmi este foarte aproape, combinându-se cu sensul cifrelor 36. În plus, mă identific cu principiul autoperfecționării prin autodistrugere”. Prezentarea albumului a avut loc în aceeași zi la Sankt Petersburg, în clubul A2. Într-un live pe Instagram, Jalelov a declarat că va lua o pauză în activitatea sa muzicală, dorind să nu mai aibă nicio lansare importantă timp de 2-3 ani.

### 2018–prezent: „Gruppa Skryptonite”, „Musica36” și albumul2004
La 9 august 2018 a fost lansat cântecul „Glupîe i nenujnîe” (rus. «Глупые и ненужные» – „Proaste și inutile”) al noului proiect muzical „Gruppa Skryptonite”. La 24 octombrie 2018 a avut loc premiera piesei „Multibrendovîi” (rus. «Мультибрендовый» – „Multi-brand”), înregistrată împreună cu T-Fest, 104 și Niman. În aceeași zi, în cadrul unei emisiuni, Adil a dezvăluit că se întoarce în industria rap și că lucrează la un nou EP, care va consta preponderent din cântece care nu fuseseră incluse în Uroboros.
În 2019, Scriptonite, 104, Truwer și Dose au înființat casa de discuri „Musica36”. Noul proiect a lansat cinci single-uri pe parcursul lunilor februarie și martie: „V adu segodnea jarko” (rus. «В аду сегодня жарко» – „E fierbinte azi în iad”; 104 ft. Dose, Scriptonite), „Likiornaia vanna” (rus. «Ликёрная ванна» – „Baie de lichior”; Dose), „Podruga” (Gruppa Skryptonite), „Sinsemilla” (104 ft. Scriptonite, Vander Fil, Rigos), „Tanțevala” (rus. «Танцевала» – „Dansa”; Dose ft. Andy Panda). „Podruga” a fost însoțit de un videoclip.
Pe canalul de YouTube al Gruppa Skryptonite, la 21 martie a fost publicată înregistrarea unei interpretări live a piesei „Podruga”, iar la 31 martie și 1 aprilie înregistrări similare pentru piesele „Priton” și respectiv „Suka tashit nas na dno” (noi versiuni ale pieselor lansate în cadrul Dom s normalnîmi iavleniiami). La 5 aprilie a fost lansat mini-albumul de debut al trupei Gruppa Skryptonite – Solitude. Acesta include 6 melodii, printre care single-urile lansate anterior „Glupîe i nenujnîe” și „Podruga”. La 28 iunie, Scriptonite a lansat maxi-single-ul „Zamiorz”, compus din două cântece: „Zamiorz” (rus. «Замёрз» – „Am înghețat”) cu Andy Panda și „Pogreisea” (rus. «Погрейся» – „Încălzește-te”).
Cel de-al patrulea album de studio al rapperului a fost lansat la 24 decembrie 2019 și este intitulat 2004. A fost înregistrat în colaborare cu Andy Panda, 104, Truwer, MDee și Raida.
La 20 februarie 2020, interpretul 104 a lansat albumul Kino bez sigaret (rus. «Кино без сигарет» – „Film fără țigarete”). Adil a colaborat la trei cântece de pe album: „Ne jal” ft. Miyagi (rus. «Не жаль» – „Fără regrete”), „Sneg” (rus. «Снег» – „Zăpadă”) și „Trubki” ft. Saluki (rus. «Трубки» – „Joint”). La 13 noiembrie 2020, Scriptonite a lansat în colaborare cu Niman un EP cu 4 cântece, intitulat „PVL is Back”.

## Stil muzical și recunoaștere
Scriptonite își identifică opera ca fiind „rap kazah” și nu acceptă să fie numit „interpret rus” de „rap rusesc”. Primele versuri le dedicase problemelor copiilor și școlii, apoi a cântat „rap despre rap”, iar subiecte actuale a început să le abordeze la începutul anilor 2010. Spre deosebire de alți rapperi de limbă rusă, care experimentează cu versuri „profunde”, Scriptonite se concentrează pe melodie, la alcătuirea căreia adesea participă și el. Albumul său de debut a fost marcat de pronunția ciudată, numită în glumă „Elțîn Flow”, și vocea „pe jumătate beată” a artistului. Pentru a evita influența străină în creația sa, Scriptonite practic nu ascultă cântece în limba rusă, nici măcar rap. 
După lansarea Dom s normalnîmi iavleniiami, activitatea lui Scriptonite a fost apreciată pozitiv de rapperul Oxxxymiron, care a remarcat nivelul ridicat de „efort muzical și originalitate”, precum și de Karandaș (Denis Grigoriev), Johnyboy (Denis Vasilenko), ATL (Serghei Kruppov), Ivan Dorn, Guf (Alexei Dolmatov) și alții.

## Viață personală
Artistul preferă să nu dezvăluie detalii despre viața sa personală și nu publică niciodată fotografii ale familiei sale pe rețelele de socializare. Cu toate acestea, în videoclipul cântecului „Sansara” (rus. «Сансара») al rapperului Basta (aprilie 2017), Scriptonite este văzut ținând un copil în brațe. Ulterior, rapperul a confirmat că la 19 ianuarie 2016 i s-a născut un fiu, pe care l-a numit Luci. Mama bebelușului este dansatoarea și coregrafa Nigora Abdiganieva, cu care Adil a făcut cunoștință cu mult timp înainte de a deveni celebru. Artistul nu și-a prezentat niciodată iubita în public.
Într-un interviu oferit vloggerului rus Iuri Dud, rapperul a relatat că s-a mutat cu familia sa din Kazahstan la Moscova după nașterea copilului, dar după ceva timp Nigora a decis să se întoarcă cu copilul în orașul natal Șîmkent și să revină la pasiunea sa pentru dans. Rapperul a remarcat în repetate rânduri că lucrează foarte mult, din care cauză merge sporadic în Kazahstan să-și vadă fiul, care îi lipsește foarte mult.

## Discografie

### Albume de studio
- 2015: Dom s normalnîmi iavleniiami
- 2017: Prazdnik na ulițe 36
- 2017: Uroboros: Ulița 36 / Zerkala
- 2019: 2004
- 2021: Svistki i bumajki
- 2021: Plohie privîciki (în colaborare cu Indablack și qurt)

### Albume mini
- 2017: Open Season (în formația Jillzay)
- 2019: Solitude (în formația Gruppa Skryptonite)
- 2019: «Замерз» / „Zamiorz”
- 2019: «Не ври, не верю» / „Ne vri, ne veriu” (în colaborare cu 104)
- 2021: PVL is back (în colaborare cu Niman)

### Compilații
- 2015: «К тебе» / „K tebe” (împreună cu artiști ai casei de discuri Gazgolder)
- 2016: 718 Jungle (în formația Jillzay)
- 2019: «Musica36: Как я провел это лето» / „Musica36: Kak ia proviol ăto leto” (împreună cu artiști ai casei de discuri Musica36)

### Single-uri
- Single-urile în care Scriptonite participă ca interpret invitat sunt marcate cu gri

| An   | Titlu                                                                                | Observații                                                        |
| ---- | ------------------------------------------------------------------------------------ | ----------------------------------------------------------------- |
| 2021 | «Цыгане из Парижа» / „Țîgane iz Parija”                                              | Rodionis ft. Scriptonite                                          |
| 2021 | «Мне по*уй» / „Mne po*ui”                                                            | LOVV66 ft. Scriptonite                                            |
| 2021 | «Цифры» / „Țifrî”                                                                    | ft. Indablack, qurt, Rodionis                                     |
| 2021 | «Тремор» / „Tremor”                                                                  | bludkidd ft. Scriptonite                                          |
| 2021 | «Ронин» / „Ronin”                                                                    | The Limba ft. Scriptonite                                         |
| 2021 | «Будьте здоровы» / „Budte zdorovî”                                                   |                                                                   |
| 2021 | «Сумка» / „Sumka”                                                                    | qurt ft. Scriptonite                                              |
| 2021 | «Dragon»                                                                             | Andro ft. Scriptonite                                             |
| 2021 | «Мама» / „Mama”                                                                      | Feduk, Truwer, Niman, Basta                                       |
| 2021 | «Любите, девушки» / „Liubite, devușki”                                               | Gruppa Skryptonite ft. Therr Maitz                                |
| 2021 | «Podruga»                                                                            | Gruppa Skryptonite ft. Therr Maitz                                |
| 2020 | «Рай.Он» / „Rai.On”                                                                  | Basta ft. Scriptonite                                             |
| 2020 | «Молодость» / „Molodost”                                                             | Basta ft. Scriptonite                                             |
| 2020 | «Дерзко» / „Derzko” (Remix)                                                          | Truwer ft. qurt, Nedrî, Scriptonite                               |
| 2020 | «Высота» / „Vîsota”                                                                  | ft. Siostrî                                                       |
| 2020 | «Кутить» / „Kutit”                                                                   | Mumii Troll ft. Scriptonite                                       |
| 2020 | «Женщины» / „Jenșcinî”                                                               | Raida ft. Scriptonite, Truwer                                     |
| 2020 | «Baby mama»                                                                          | ft. Raida                                                         |
| 2020 | «Талия» / „Taliia”                                                                   | Niman ft. Truwer, Raida, Scriptonite                              |
| 2020 | «Жизнь не любит» / „Jizn ne liubit”                                                  | Gruppa Skryptonite ft. Tayoka                                     |
| 2020 | «В одного» / „V odnogo”                                                              | ft. Truwer                                                        |
| 2020 | «Веселей» / „Veselei”                                                                |                                                                   |
| 2020 | «КПСП» / „KPSP”                                                                      | Gruppa Skryptonite                                                |
| 2020 | «Чистый» / „Cistîi” (OST «Псих» / „Psih”)                                            |                                                                   |
| 2019 | «Грех» / „Greh”                                                                      | M'Dee ft. Scriptonite                                             |
| 2019 | «Никто тебя не вспомнит» / „Nikto tebea ne vspomnit”                                 | Kali, Raida ft. Scriptonite                                       |
| 2019 | «Правил нет» / „Pravil net”                                                          | Kali ft. Gruppa Skryptonite, Maqlao                               |
| 2019 | «Одну дверь» / „Odnu dver”                                                           | T-Fest ft. Scriptonite, Makarae, BMB, Spacekid                    |
| 2019 | «На пределе» / „Na predele”                                                          | Kali ft. Scriptonite, Truwer                                      |
| 2019 | «3x3»                                                                                | Gruppa Skryptonite ft. 104, T-Fest                                |
| 2019 | «Karusel'»                                                                           | Gruppa Skryptonite                                                |
| 2019 | «Погрейся» / „Pogreisea”                                                             |                                                                   |
| 2019 | «Замёрз» / „Zamiorz”                                                                 | ft. Andy Panda                                                    |
| 2019 | «Billboard»                                                                          | Andy Panda ft. Scriptonite, 104, TumaniYO, Miyagi                 |
| 2019 | «Sinsemilla»                                                                         | 104 ft. Scriptonite, Vander Fil, Rigos                            |
| 2019 | «Podruga»                                                                            | Gruppa Skryptonite                                                |
| 2019 | «В аду сегодня жарко» / „V adu segodnea jarko”                                       | 104 ft. Dose, Scriptonite                                         |
| 2018 | «Мультибрендовый» / „Multibrendovîi”                                                 | ft. 104, T-Fest, Niman                                            |
| 2018 | «Глупые и ненужные» / „Glupîe i nenujnîe”                                            | Gruppa Skryptonite                                                |
| 2017 | «Нет выбора» / „Net vîbora” (OST «Конверт»)                                          | ft. 104, Truwer, Blud                                             |
| 2017 | «Где твоя любовь?» / „Gde tvoia liubov?”                                             | ft. Major Lazer                                                   |
| 2017 | «НТРС» / „NTRS”                                                                      |                                                                   |
| 2017 | «Outro»                                                                              | ft. 104, Benz                                                     |
| 2017 | «Ламбада» / „Lambada”                                                                | T-Fest ft. Scriptonite                                            |
| 2016 | «Витамин» / „Vitamin”                                                                |                                                                   |
| 2016 | «Do Dna»                                                                             | 104, Truwer ft. Scriptonite                                       |
| 2016 | «Приглашение на фестиваль Gazgolder Live» / „Priglașenie na festival Gazgolder Live” | ft. Tati                                                          |
| 2016 | «Вальс» / „Vals”                                                                     | Pharaoh ft. Scriptonite                                           |
| 2016 | «Бисер» / „Biser”                                                                    | ft. ATL                                                           |
| 2015 | «Стиль» / „Stil”                                                                     |                                                                   |
| 2015 | «Лям» / „Leam”                                                                       |                                                                   |
| 2015 | «Твоя сука» / „Tvoia suka”                                                           | ft. Pharaoh                                                       |
| 2015 | «Космос» / „Kosmos”                                                                  | ft. Charusha                                                      |
| 2015 | «Перспектива» / „Perspektiva”                                                        | Guf, Rigos ft. Scriptonite                                        |
| 2015 | «Случайности» / „Sluceainosti”                                                       | Rigos, BluntCath ft. Scriptonite                                  |
| 2014 | «Приглашение в Зелёный театр» / „Priglașenie v Zelionîi teatr”                       | sau «Павло приглашение» / „Pavlo priglașenie” pe streaming (2013) |
| 2014 | «5 здесь, 5 там» / „5 zdes, 5 tam”                                                   |                                                                   |
| 2014 | «Локоны» / „Lokonî”                                                                  |                                                                   |
| 2014 | «Твой» / „Tvoi”                                                                      |                                                                   |
| 2014 | «Не добро пожаловать» / „Ne dobro pojalovat”                                         |                                                                   |
| 2013 | «VBVVCTND»                                                                           |                                                                   |
| 2013 | «7182»                                                                               |                                                                   |
| 2013 | «Прежде чем» / „Prejde cem”                                                          | ft. Niman                                                         |
| 2013 | «21»                                                                                 |                                                                   |
| 2013 | «Что ты знаешь 2» / „Șto tî znaeș 2”                                                 |                                                                   |
| 2013 | «Na Na Na»                                                                           | ft. Niman                                                         |
| 2013 | «Деньги под ногами» / „Denghi pod nogami”                                            |                                                                   |
| 2013 | «Тот самый запах» / „Tot samîi zapah”                                                |                                                                   |
| 2013 | «Что происходит» / „Șto proishodit”                                                  |                                                                   |
| 2013 | «Лети» / „Leti”                                                                      |                                                                   |
| 2013 | «На каждом углу» / „Na kajdom uglu”                                                  | ft. Niman                                                         |
| 2013 | «PVL Is Back»                                                                        | ft. Niman                                                         |
| 2012 | «Почти ты» / „Pociti tî”                                                             |                                                                   |
| 2012 | «No Hook 2»                                                                          |                                                                   |
| 2012 | «No Hook 1»                                                                          |                                                                   |
| 2012 | «Больше» / „Bolșe”                                                                   | ft. Raida                                                         |
| 2012 | «I Ain't Got Time»                                                                   | ft. Niman                                                         |
| 2012 | «Детки» / „Detki”                                                                    |                                                                   |
| 2012 | «Go Dilla»                                                                           | ft. Niman                                                         |
| 2012 | «Останься собой» / „Ostansea soboi”                                                  | «Останься человеком» / „Ostansea celovekom” pe streaming          |
| 2012 | «Blunts»                                                                             | ft. Niman                                                         |
| 2012 | «Праздник» / „Prazdnik”                                                              |                                                                   |
| 2012 | «Новый вертяк» / „Novîi verteak”                                                     | ft. Truwer                                                        |
| 2012 | «Останься человеком» / „Ostansea celovekom”                                          | ft. Truwer                                                        |
| 2012 | «11 км» / „11 km”                                                                    |                                                                   |
| 2012 | «Родился и вырос» / „Rodilsea i vîros”                                               |                                                                   |
| 2011 | «Прямо здесь» / „Preamo zdes”                                                        |                                                                   |
| 2011 | «Самый лучший день» / „Samîi lucișîi den”                                            | ft. Maqlao                                                        |
| 2011 | «Work»                                                                               | ft. Niman                                                         |

## Videoclipuri

### Solo
| An   | Titlu                                                                     | Regizor(i)                        | Album                        |
| ---- | ------------------------------------------------------------------------- | --------------------------------- | ---------------------------- |
| 2011 | «Что происходит» / „Șto proishodit”                                       | Evgheni Ghetman                   | N/A                          |
| 2012 | «11 км» / „11 km”                                                         | Evgheni Ghetman                   | N/A                          |
| 2012 | «No Hook #2»                                                              | Sean D                            | N/A                          |
| 2013 | «PVL Is Back» (cu Niman)                                                  |                                   | N/A                          |
| 2013 | «Приглашение в г. Астана» / „Priglașenie v g. Astana”                     |                                   | N/A                          |
| 2013 | «Batman (ПКД)»                                                            | Maksat Adam (Max Human)           | N/A                          |
| 2013 | «VBVVCTND»                                                                | Maksat Adam (Max Human)           | N/A                          |
| 2014 | «Твой» / „Tvoi”                                                           |                                   | N/A                          |
| 2014 | Приглашение в Зеленый Театр / Invitație la Teatrul Verde                  |                                   | N/A                          |
| 2015 | «Стиль» / „Stil”                                                          |                                   | Dom s normalnîmi iavleniiami |
| 2015 | «Притон» / „Priton”                                                       | Oleg Ce, Adil Jalelov             | Dom s normalnîmi iavleniiami |
| 2016 | «Приглашение на GazgolderLive» / „Priglașenie la GazgolderLive” (cu Tati) | Aisultan Seitov                   | N/A                          |
| 2016 | «Витамин» / „Vitamin”                                                     | Oleg Ce, Andrei Kovalev           | N/A                          |
| 2017 | «Ламбада» / „Lambada” (cu T-Fest)                                         | Aisultan Seitov, Medet Șaiahmetov | N/A                          |
| 2018 | «Глупые и ненужные» / „Glupîe i nenujnîe”                                 |                                   | N/A                          |
| 2018 | «Мультибрендовый» / „Multibrendovîi” (cu 104, T-Fest, Niman)              |                                   | N/A                          |
| 2019 | «Podruga»                                                                 | Tanea Muinho                      | «Solitude»                   |
| 2019 | «Замерз» / „Zamiorz” (cu Andy Panda)                                      | Adil Jalelov                      | „Zamiorz”                    |
| 2019 | «3x3» (cu 104, T-Fest)                                                    | Tanea Muinho                      | N/A                          |
| 2019 | «Погрейся» / „Pogreisea”                                                  | Adil Jalelov                      | „Zamiorz”                    |
| 2019 | «Як 2» / „Iak 2”                                                          | Medet Șaiahmetov                  | 2004                         |
| 2019 | «Похвастаться» / „Pohvastaisea”                                           | Medet Șaiahmetov                  | 2004                         |
| 2020 | «Колёса» / „Koliosa”                                                      | Adil Jalelov, Medet Șaiahmetov    | 2004                         |

### În formația Jillzay
| An   | Titlu                                                                            | Regizor(i)       | Album                              |
| ---- | -------------------------------------------------------------------------------- | ---------------- | ---------------------------------- |
| 2017 | «Поднять и потратить» / „Podneat i potratit” (Bro Upgrade, Scriptonite, 104)     |                  | 718 Jungle                         |
| 2017 | «Ниа» / „Nia” (Raida, 104, Scriptonite)                                          |                  | 718 Jungle                         |
| 2017 | «Вечеринка / Бар — Две лесбухи» / „Vecerinka / Bar «Dve lesbuhi»” (cu KolyaOlya) | Medet Șaiahmetov | Prazdnik na ulițe 36 / Open Season |
| 2017 | «Нет выбора» / „Net vîbora” (OST: «Конверт») (104, Truwer, Blud, Scriptonite)    |                  | N/A                                |

### Ca interpret invitat
| An   | Titlu | Regizor(i) | Album                                 |
| ---- | --- | ---------- | ------------------------------------- |
| 2012 | «Для моих людей» / „Dlea moih liudei” (PR’OXY ft. Scriptonite)                                                        |            |                                       |
| 2015 | «Миллионер из трущоб» / „Millioner iz trușciob” (Basta & Smoky Mo ft. Scriptonite)                                    |            | «Баста / Смоки Мо» / Basta / Smoky Mo |
| 2015 | «Лёд» / „Liod” (Basta & Smoky Mo ft. Scriptonite)                                                                     |            | «Баста / Смоки Мо» / Basta / Smoky Mo |
| 2016 | «Сансара» / „Sansara” (Charusha ft. Scriptonite)                                                                      |            | «Навсегда» / Navsegda                 |
| 2017 | «Сансара» / „Sansara” (Basta ft. Diana Arbenina, Aleksandr Sklear, Serghei Bobuneț, SunSay, Ant (25/17), Scriptonite) |            | N/A                                   |
| 2017 | «Blood of My Blood» (Tricky ft. Scriptonite)                                                                          |            | Ununiform                             |

## Filmografie
| An   | Film                   | Observații |
| ---- | ---------------------- | ---------- |
| 2017 | Dîm (rus. Дым)         | compozitor |
| 2018 | Klubare (rus. Клубаре) | actor      |

## Premii și nominalizări
- „Omul anului GQ 2016”, nominalizarea „Descoperirea anului”[32]
- „Realnaia premiia MusicBox 2016”, nominalizarea „În afara formatului”